# Trójkształtna Myśl Pierwsza
Trójkształtna Myśl Pierwsza (Protennoia) – gnostycki utwór z Nag Hammadi (NHC XIII,1). "Protennoia" to hipostaza boskiego pochodzenia, która wyróżnia się trzema formami "Myśli Pierwszej". Utwór cechuje podobieństwo do Grzmotu, doskonałego umysłu. Gnostycki system utworu wykazuje związki z nauką setian.